# HMS Sjöhästen (1940)
HMS Sjöhästen var en svensk ubåt som byggdes av Kockums, 1940 och som tillhörde Sjölejonet-klassen.
HMS Sjöhästen tillhörde den svenska flottenheten som besökte Festival of Britain under maj–juni 1951 och senare Scapa Flow i Scotland. Maskinchef var Gustav Aldolf Johansson, 4:de maskinisten Dan Börje Lennart Johansson.